# 3歳シリーズ
3歳シリーズ（さんさいシリーズ）とは、個人ウェブページ作者であるG-STYLE（ジースタイル）が自分の子供や家族の日常を描いた一連のFLASH作品の総称・通称である。3歳FLASH（さんさいフラッシュ）ともいわれている。

## 概要
かつて、黒Flashを作っていたG-STYLEが、「裏紅白2003年」と言うイベントにおいて、自身の息子による童謡「げんこつやまのたぬきさん」の歌と嫁の描いたクレヨン画によるFlash作品を作り公開したところ好評となり、後日、日常ネタが確立した続編Flash「3歳FLASH」をつぎつぎ公開し、ファミリー層に火がつき人気を博した。
他作品にもゲスト出演したり（G-STYLE、はーくん、チビ）、他作品のキャラを自分の作品にゲスト出演させたりしている。最近では、GPライダー関口太郎選手関連のFlashを手がけたり、施設の子供達を支援するための募金を行ったりしている。2007年に次男が3歳になったことから、それまで長男をメインとして取り上げていたのを次男を中心に取り上げる様になった（現在はFlashの製作が2009年以降ストップ）。
最近は他作品のパロディも手がけるようになった、、。

## 書籍化
2004年11月に司書房よりDVD付属のムックとして書籍化された。
ただ、HPで公開されているFLASHのBGMは、北朝鮮の楽団・普天堡電子楽団が演奏する「フルラリ」（万寿台芸術団の「朝鮮の姿」）という曲をHPでそのまま使用するという微妙な選曲の関係上、書籍付属のDVDでは一般からBGMを公募。電子船隊ポチョムキンを名乗るスパーイ大作が担当した「きちゅびちゅっちゅ」がDVD収録版のBGMとなった。その後、HPで公開されているFLASHのBGMも「きちゅびちゅっちゅ」に変更された（但し「勝利の閲兵式」をBGMにしているFLASHも存在する）。
2007年1月に司書房より第2弾の書籍化が行われた。

## 書籍化以外のグッズ
書籍化のほかにも、酒・ジュース・ジャム・Tシャツ・バッグ・よだれかけ・マウスパッドが販売中。

## 登場人物
G-STYLE（Gスタ）
通称「おとうちゃん」。このFLASHの主役的存在である。普段は後ろ姿でしか映らないが時折正面で映ることがある。家族の中で唯一赤のHG半古印体でしゃべる。ブログではよく最後に「(ﾜﾗ」と付けることが多い。血液型はB型なのでいいかげんでめんどくさがりやだが、自分の好きなものはトコトン凝るタイプ。3歳にきちゅびを教えた張本人。趣味はFLASHの製作と時計いじり、オリジナルマグカップ製作。
それが高じてか、近年では中国産製品を改良したり、ゲーム機などを修理することが多い。好きなものはビールとつまみ（痛風になってからは少なくしたようである）。代表的なせりふはヤケクソになって「はじめりゅ」。嫁にプロポーズした時、一発目ですべる。FLASHの更新は痛風で中断していたが、痛風が治ったようなので復活したが現在フラッシュ活動は停止。
2010年8月19日の早朝、Gスタを除く家族が姫路の嫁妹の家に泊まりに行っている間、心筋梗塞によって冠動脈の血管が閉塞、病院へ入院し月末に退院した。本人はまさか自分が心臓カテーテルを受けることになったことにショックを受けていたが、カテーテルや入院した治療費の金額によりショックを受けていた。翌年以降も問題もなく、2011年は「死にかけ1周年」とブログで告知した
長男、次男がよく女の子を家に誘っている姿を見て悔しがっている。1971年1月7日生まれ2015年現在、45歳。
嫁
G-STYLEの奥さん。通称「かあちゃん」。性格は几帳面。たれぱんだ大好き、スタイルが良く美人。代表的なセリフは「かあちゃんはアイドルだからしないの」。1971年1月12日生まれ、2015年現在、44歳（自称「はたち」）。なお、本人曰くアイドル（自称）なのでトイレは小便はしても大便はしないらしい。
息子たちの成長に伴い2013年から息子二人より背が縮んだデザインとなった。
3歳→11歳
G-STYLEの長男。「はると」。通称「はーくん」「面白園児」。性格は年相応でない几帳面ぶりを発揮する幼稚園児。カプセルトイとミニカー、菓子類が大好きである。食べ物の好き嫌いは激しい。頭文字Dが大好きで（ミニカーで遊ぶときの効果音は「ブーブー」ではなくドリフト走行時のスキール音である）、将来は走り屋になりたいと思っている。弟の影響からか電車（プラレール）にも興味を示していた。好きなゲームはサルゲッチュ、マリオシリーズ、太鼓の達人。太鼓の達人はチビと比べると及ばないようだが負けず嫌いですぐに追いついた。
代表的なセリフは「まりゅまりゅ」、「ひゃぴょん」、「きちゅび」、「ガシャポン」、「ブサイコ」、「3歳ふらっす」。初めて覚えた言葉はゲンゴローである。2007年4月に小学校へ入学した。意外と女の子にもてるようでバレンタインデーではチョコを多くもらっている。2000年7月21日生まれ2015年現在、14歳。
0歳→8歳
G-STYLEの次男。「はやと」。通称「チビ」「面白園児」。性格は泣き虫で、兄によくいじられる。代表的なせりふは「あぅー」、「あー」、「よっ」、「おぉぉ」。1歳を過ぎたあたりから成長が著しく、言葉がハッキリしてきている。初めて覚えた言葉は兄と同じゲンゴローである。現在のせりふは「あっちいけ」。兄と違い、好き嫌いはないようなので何でも食べる。食欲旺盛なせいか食べすぎで、腹を壊すことも。兄の影響からか最近は走り屋に憧れを抱くようになっている。今はプラレールが好きなようである。手癖も最近は悪くなってきており、兄のミニカーを投げて人にぶつけたり、物で相手をたたいたり、家の物を勝手にいじったりとやりたい放題であるピタゴラスイッチがお気に入り。好きなゲームは兄と同じサルゲッチュ、マリオシリーズ、太鼓の達人。悪いことをしたり都合が悪かったりするとすぐ他人のせいにする（特にG-STYLE）。2010年4月に小学校に入学した。兄と同様、女の子にはもてるらしい。2004年2月23日生まれ2015年現在、10歳。
ばあば
嫁のお母さん。孫に非常に甘い。
義妹
嫁の妹。化粧が派手。やや負け組に足を突っ込んでいる。
会社の先輩
ドリフトビデオ（車の裏ビデオ）を大量に持っている人。
会社の後輩
子供のために社内ボウリング大会で優勝し、Wiiをゲットしたが、G-STYLEの差し向けたはーくんとチビのたかりに遭うもののストラップを渡して何とかWiiを死守した。
ユリちゃん
はーくんが通う幼稚園の女の子。はーくんにチューをした。
ミキちゃん
はーくんが通う幼稚園の女の子。ユリちゃんの次に告白する。はーくんとチューをする。
ナナちゃん
はーくんが通う幼稚園の女の子。はーくんの大好きな女の子である。
コウキくん
はーくんが通う幼稚園の男の子。はーくんは彼が好きなようである。「おホモだちか」とはGスタ談。

## 賞歴
- 「200万人のホームページ選手権2004」 - グランプリ
interQ MEMBERS・infoseek isweb・COOL ONLINEが共催するコンテスト。前期と後期の両方において他のHPの投票得票数の桁を大きく上回る得票数を得た。